# Sülz (Köln)
Der Stadtteil Sülz (Kölsch Sölz) gehört zum Stadtbezirk Köln-Lindenthal im Südwesten von Köln. Er grenzt im Südosten an die Stadtteile Zollstock und Klettenberg, im Südwesten an die Nachbargemeinde Hürth-Efferen, im Norden an die Kölner Neustadt-Süd und im Nordwesten an den Stadtteil Lindenthal. Mit Klettenberg ist Sülz durch eine Vielzahl gemeinschaftlich genutzter Einrichtungen wie Schulen, Kirchen und Einkaufsstraßen zusammengewachsen.
Die genauen Grenzen sind wie folgt: Zu Sülz gehören alle Straßen westlich der Luxemburger Straße und die Straßen des Rechtecks ab Gottesweg bis zur Bahnlinie und der Zülpicher Straße (inklusive), diese stadtauswärts weiter bis zur Gleueler Straße (exklusive) bis zum Autobahnring, dann der Sektor bis zur Luxemburger Straße (exklusive) bis zum Gottesweg.

## Bevölkerungsstruktur

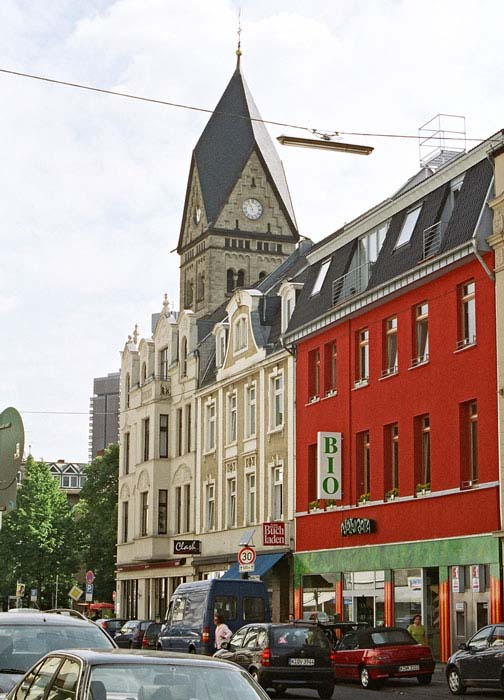
Berrenrather Straße mit St. Nikolaus in Köln-Sülz (2005)

- Durchschnittsalter der Bevölkerung (2023)[2]: 41,4 Jahre (Kölner Durchschnitt: 42,4 Jahre)
- Ausländeranteil (2023)[2]: 10,9 % (Kölner Durchschnitt: 20,9 %)
- Arbeitslosenquote (2022)[3]: 3,8 % (Kölner Durchschnitt: 8,4 %)

### Weitere Strukturdaten
Sülz hatte zum 31. Dezember 2017
- 36.687 Einwohner und ist damit der viertgrößte Kölner Stadtteil
- einen Frauenüberschuss (19.573 weibliche gegenüber 17.114 männlichen Einwohnern)
- 21.574 ledige und 10.839 verheiratete Einwohner
- 25.127 Bürger im Alter zwischen 18 und 60 Jahren, 4.646 Bürger jünger als 18 und 6.914 Bürger älter als 60 Jahre
- 13.493 Katholiken, 6.905 Protestanten und 16.289 Sonstige und nicht konfessionell Gebundene
- 22.288 Haushalte, davon 13.714 (61,5 %) Ein- und 5.233 (23,5 %) Zweipersonen-Haushalte
- mit 42,1 % den höchsten Anteil an Erholungsflächen aller Kölner Stadtteile (neben Klettenberg mit ebenfalls 42,1 %)

## Geschichte

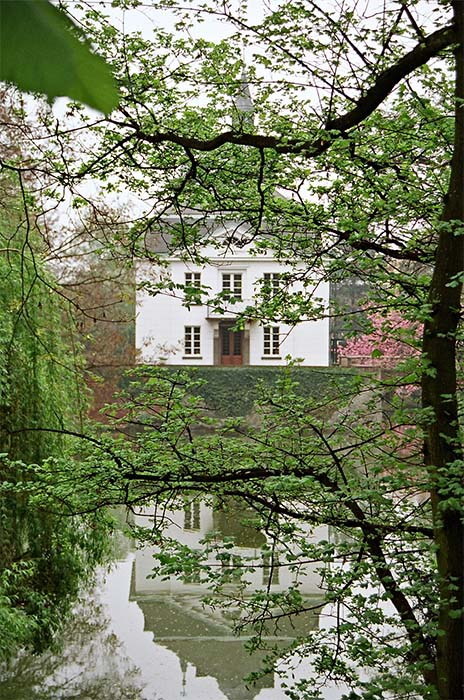
Weißhaus

Der Name Sülz leitet sich vom Fronhof Sulpece ab, der im Jahr 1145 erstmals urkundlich als Villa Sultz erwähnt und 1181 in Sulpze umbenannt wurde. Der „Hof Sülz“ ist seit 966 als Weingut urkundlich belegt. Der Fronhof gehörte bis zur Säkularisation zu den zwölf Mensalgütern (Tafelgütern) der 957 gegründeten Benediktinerabtei St. Pantaleon. Diese sorgte 1198 mit dem Bau des Weiherklosters und insgesamt neun Burgen und Rittergütern in dessen Umgebung, die sich 1240 zu einer Burgengenossenschaft zusammenschlossen, für einen Aufschwung im heutigen Sülzer Gebiet. Der Hofverband des Klosters war um den Fronhof gruppiert, der ein geschlossenes Areal war. 1251 verpachtete Abt Hermann II. den Fronhof dem „Colonus“ Mathias zu Halfenbau auf neun Jahre; der Pächter hatte unter anderem den Stallmist auf die Äcker des Hofes zu tragen.
Der Hof wurde 1474 im Kölner Neusser Krieg bei Anrücken des Heeres Karls des Kühnen ebenso wie die im 12. Jahrhundert gebaute Wallfahrtskapelle St. Nikolaus und die gesamte Bebauung vor der Kölner Stadtmauer aus Sicherheitsgründen durch die Stadt Köln zerstört, um dem Feind jede Deckung zu nehmen. Bei der ersten Katasteraufnahme war er 482,26 preußische Morgen groß. Ab 1487 baute man den alten Hof als Villa Nova an der Berrenrather Straße wieder auf. Er bildete mit dem 1378 urkundlich erwähnten Weißhaus auf der Luxemburger Straße und dem später zu Köln-Klettenberg gehörenden Komarhof und dem Klettenberger Hof eine Wirtschaftseinheit. Heute erinnert die Neuenhöfer Allee als ehemals repräsentative Zufahrt vom Krieler Dömchen aus an den Fronhof, der zu Beginn des 20. Jahrhunderts abgerissen wurde.
Im 19. Jahrhundert war das Gebiet des heutigen Stadtteils landwirtschaftlich geprägt. Die neuzeitliche Entwicklung von Sülz begann, wie Hess 2019 ausführt, 1836/37 mit den Aussiedlerhöfen der Kölner Ackererfamilie Heuser an der Berrenrather Straße „auf der Sülz“. Ihrem Beispiel folgend siedelten sich hier weitere Bauern an, so dass ein Verzeichnis der Gemeinde Kriel für 1858 bereits fünf Höfe, die abseits der Berrenrather Straße auf ihren langen Grundstücken lagen, verzeichnet.
Parallel dazu begann an der Zülpicher Straße (Krieler Pfad) die Ära der Ziegeleien in Sülz. 1845 kaufte der Kölner Bauunternehmer Heinrich Wagner dem Kölner Ziegeleibesitzer Heinrich Felten, der bis 1855 zwischen der heutigen Lindenburg und der Zülpicher Straße eine oder mehrere Ziegeleien betrieb, 13 Morgen Land südlich der Zülpicher Straße ab. Wagner legte hier eine Ziegelei und später im Bereich der Ägidiusstraße eine Sandgrube an. Zur besseren Erschließung seines Geländes ersetzte er den Trampelpfad durch einen Privatweg zwischen Zülpicher und Berrenrather Straße, die später nach ihm benannte Wagnerstraße, die heutige Ägidiusstraße. An dieser errichtete er auch einige Häuser für seine Ziegelarbeiter sowie zum Verkauf.
In der weiteren Entwicklung siedelten sich neben den Landwirten und Ziegeleien zunächst kleine Gewerbebetriebe und Fabriken – auf ausgeziegeltem Gelände – im Bereich zwischen Sülzburg- und Ägidiusstraße an, daraus folgte ein enormer Bevölkerungszuzug. In Sülz gab es Maschinenfabriken und Spinnereien; es wurden Fahrräder, Motorräder, Autos und Tabakverarbeitungsmaschinen gebaut, Goldleisten, Buchdruckerschwärze, Möbel, Bogenlampen, Bürsten, Lacke, Lakritz, Zigarren, Angeln, Mieder und Strohhüte hergestellt und Brot gebacken. Auf diese Weise entstand die seinerzeit für Sülz typische Mischung aus Wohnen und Arbeiten. Die Gebäude vieler Betriebsstätten sind heute noch erhalten.

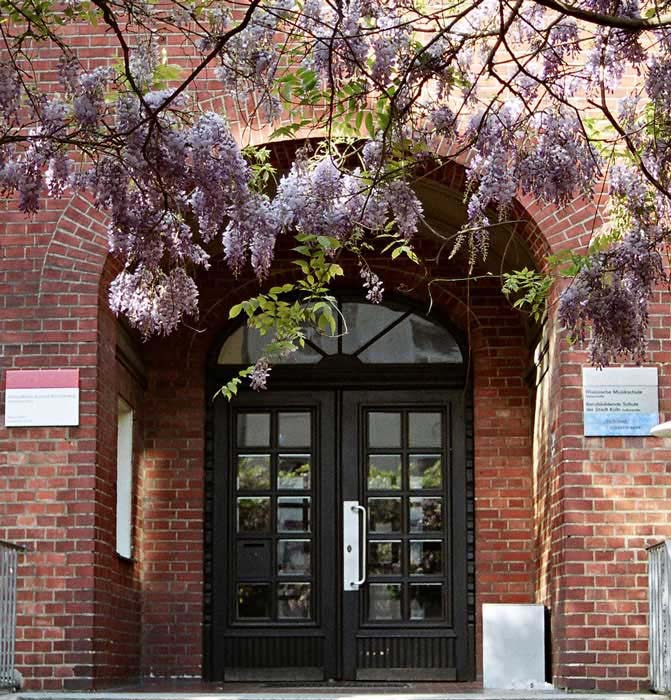
Strohhutfabrik Silberberg & Mayer

Bekannte ansässige und teilweise branchenführende Unternehmen waren beispielsweise:
- Tabakverarbeitungsmaschinen Wilh. Quester, Berrenrather Straße – Carré zwischen Sülzburg und Gerolsteiner Straße
- Cito-Fahrradwerke, Luxemburger Straße
- Allright-Fahrradwerke, Neuenhöfer Allee, später mit Cito zu den Köln-Lindenthaler Metallwerken verschmolzen
- Ehemalige Strohhutfabrik Silberberg & Mayer, Lotharstraße
- Heinrich Dumont Zigarrenfabrik, Berrenrather Straße 186–190, seit 1938 an derselben Stelle, dann Schirmfabrik Gebrüder Nolte und in den 1960er Jahren Angelgerätehersteller Brink, später von Noris aufgekauft und mit Shakespeare zu Noris-Shakespeare verschmolzen
- Brotfabrik Hermann, Manderscheider Straße (erhalten ist nur noch das Verwaltungsgebäude an der Ecke zur Luxemburger Straße)
- Kölner Motorenwagenfabrik, Marsiliusstraße (gegründet 1897), später Priamus-Automobilwerke

Sülz gehörte im 19. Jahrhundert zur Gemeinde Kriel in der Bürgermeisterei Efferen des Landkreises Köln. Zusammen mit der gesamten Gemeinde Kriel wurde Sülz 1888 in die Stadt Köln eingemeindet.
In einer zweiten Entwicklungsstufe wurden nach der Jahrhundertwende in Sülz zentrumsnahe Wohngebiete für die Kölner entlang der noch aus römischer Zeit stammenden Ausfallstraßen sowie im Bereich zwischen Berrenrather und Luxemburger Straße erschlossen, die nun planerisch auf architektonische Elemente der Kölner Neustadt zurückgreifend gestaltet wurden und unterschiedliche Zentren wie Wohnbebauung, Geschäftsansiedlungen, Plätze, Grünflächen sowie Kirchen- und Schulbebauung berücksichtigten.

## Straßen, Plätze und Grünanlagen

### Straßen

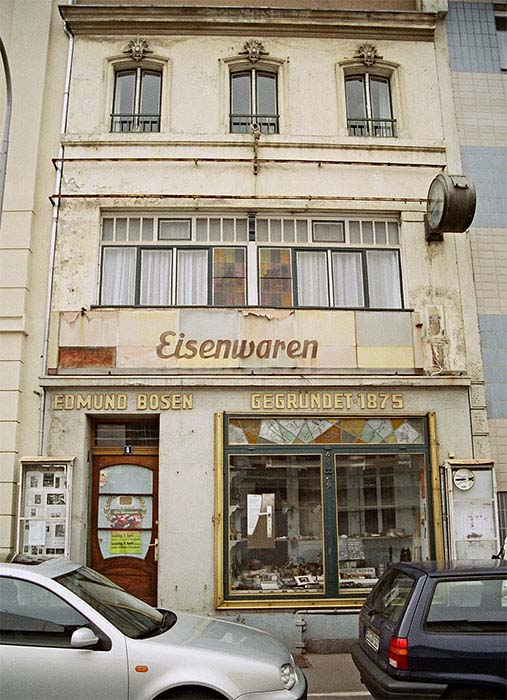
Eisenwaren Bosen

In der Ägidiusstraße, der ehemaligen Wagnerstraße, begann 1845 die eigentliche Besiedlung von Sülz. Hier und in dem weiteren kleinen, nahezu rechtwinkeligen Straßenraster zwischen Berrenrather und Zülpicher Straße sowie Weyertal und Sülzburgstraße und der Gustav-, Redwitz- und Marsiliusstraße fand nicht nur die erste gewerbliche Besiedlung statt, hier wurden auch die ersten zweistöckigen Wohnhäuser für Arbeiter gebaut und Handelswaren feilgeboten. In der Marsiliusstraße steht heute noch die 1875 in einem damals typischen und später mit der geschlossenen Fensterfront in der ersten Etage veränderten Dreifensterhaus gegründete und 1998 geschlossene Eisenwarenhandlung Bosen, deren Inventar geborgen und in einem Museum wieder aufgebaut werden soll.
Knapp 100 Jahre nach dem Beginn der Sülzer Besiedlung bildete die kreuzende Palanterstraße die „Rote Zelle“ in dem ansonsten überwiegend von Nationalsozialisten durchsetzten Sülz (heute starke Rot-Grün-Mehrheit). Hier drängelten sich in den Wohnungen einfache Arbeitergroßfamilien, die sich mit denen aus angrenzenden Veedeln prügelten. Die Nationalsozialisten hielten gerade deshalb vorwiegend dort ihre Parademärsche ab. In der Palanterstraße war auch der Boxer und dreimalige deutsche Meister im Mittelgewicht Peter Müller zu Hause.
Die Berrenrather, Luxemburger und Zülpicher Straße sind die drei großen geraden Ausfallstraßen, die sowohl stadtauswärts führen als auch Sülz mit der Kölner Innenstadt verbinden. Sie stammen noch aus römischer Zeit. Hier verkehren auch die Öffentlichen Verkehrsmittel, die in Sülz ausschließlich oberirdisch verlaufende Stadtbahn auf Luxemburger und Zülpicher Straße und Busse auf der Berrenrather Straße.

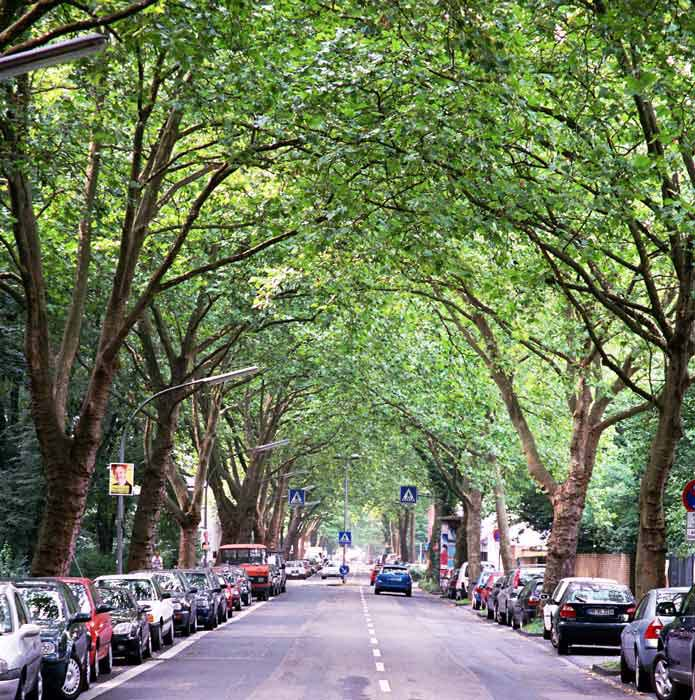
Neuenhöfer Allee

Quer durch den Stadtteil verlaufen das Weyertal und die ehemalige Kaiserstraße, die mit der Eingemeindung in Sülzburgstraße und in ihrer Verlängerung ab der Luxemburger Straße in Gottesweg umbenannt wurde. Die Sülzburgstraße bildet seit der Jahrhundertwende zwischen Berrenrather und Luxemburger Straße eine der Einkaufsstraßen der Sülzer sowie der benachbarten Klettenberger, und in dieser Höhe haben sich auch in den großen Nachbarstraßen zahlreiche Geschäfte angesiedelt, so dass dieses Carré das Zentrum von Sülz bildet.
Die weiteren verkehrstechnischen Verbindungen zu den benachbarten Stadtteilen sind die Militärringstraße, der Sülzgürtel, auf dem ebenfalls eine Stadtbahnlinie fährt, sowie die die Innere Kanalstraße im Sülzer Bereich fortführenden Straßen Universitätsstraße und Weißhausstraße. Zwischen Militärring und Sülzgürtel befindet sich auch die am Beethovenpark vorbeiführende Neuenhöfer Allee.

### Plätze und Grünanlagen

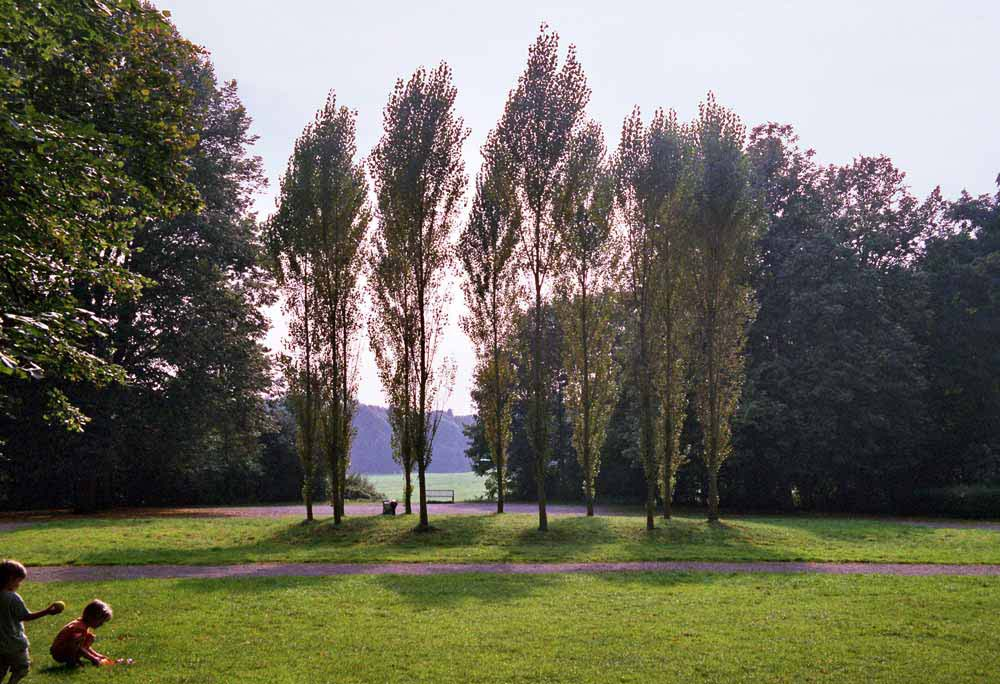
Beethovenpark

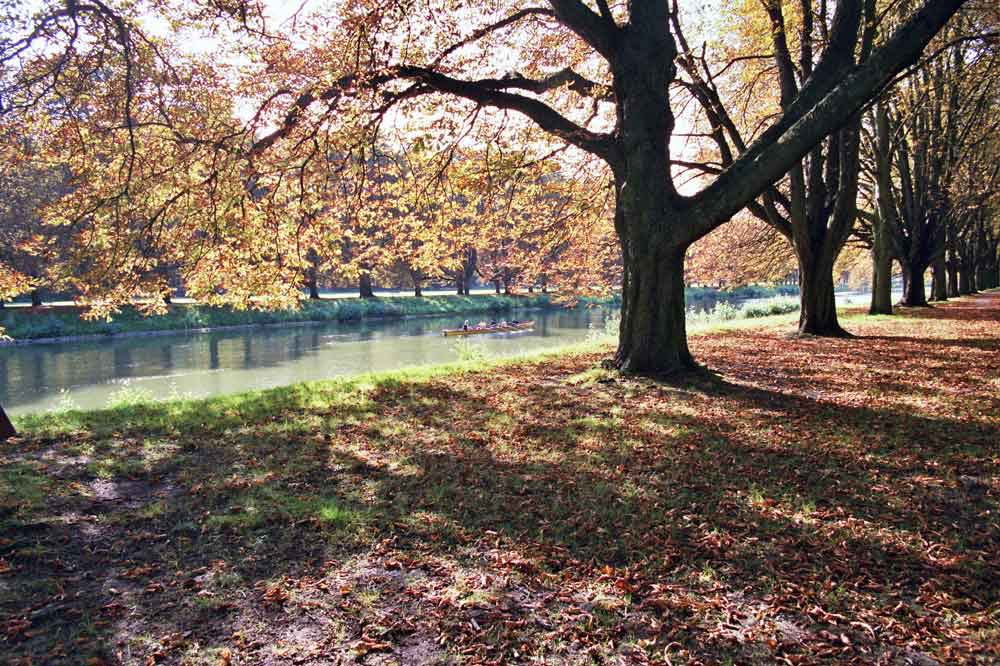
Decksteiner Weiher

In der zweiten Entwicklungsphase wurden insgesamt sieben Plätze angelegt: die beiden Veranstaltungs- und Marktplätze Auerbach- und Hermeskeiler Platz sowie die multifunktionalen grünen Stadtplätze des Kölner Gartendirektors Fritz Encke. Ein typisches Beispiel hierfür ist der Asbergplatz (1912). Hier gibt es, wie auch auf dem De-Noël-Platz (1904/05), dem Manderscheider Platz (1911) und dem Nikolausplatz (1912) sowohl Spielplätze als auch bepflanzte Ruhezonen.
Der nach Geheimrat Benjamin Auerbach, der 1885 bis 1935 das Israelitische Asyl für Kranke und Altersschwache leitete, benannte Auerbachplatz und der Hermeskeiler Platz dienen zweimal wöchentlich als Marktplätze und stehen ansonsten für Volksfeste und als Parkplätze zur Verfügung. Der Auerbachplatz verfügt im östlichen Bereich über Spiel- und Ruhezonen und im westlichen Teil über eine Tiefgarage.
Historisch gesehen lag Sülz im 19. Jahrhundert zwischen dem inneren und dem äußeren Kölner Festungsgürtel. Nach der Aufhebung der Festungseigenschaft wurden die ehemaligen Schussfelder (Rayonflächen) ab den 1920er Jahren in den inneren Grüngürtel und in den äußeren Grüngürtel umgewandelt. Den äußeren Grüngürtel gestaltete die Stadt nach Plänen von Oberbürgermeister Konrad Adenauer, dem Städtebauer Fritz Schumacher und den Gartendirektoren Fritz Encke und Theodor Nussbaum nach dem Vorbild der seit der Jahrhundertwende diskutierten Gartenstadt- und „Green-belt“-Ideen als einen Wald- und Wiesengürtel mit Volkswiesen und Sportplätzen.
Als Übergang zur bebauten Vorortzone legte man zahlreiche grüne Radialzüge in Form von Kleingärten oder Grünanlagen wie den Beethovenpark an. Diese sollten vom mehr dekorativen Grün der Haus- und Vorgärten zum naturnäheren Grün des Waldgürtels überleiten. Besonders Sülz besitzt damit bis heute die damals vorgesehene und realisierte ideale Abfolge einer Bebauung, die von der Stadtmitte zum Stadtrand am Militärring in ihrer Dichte und Intensität abnimmt, während die Intensität des Grüns stadtauswärts zunimmt.
Im direkten Anschluss nordwestlich an den Beethovenpark wurde zwischen 1927 und 1930 die Kleingartenkolonie Sülz angelegt. Inmitten der Kleingartenanlage Kletterrose e. V. erhebt sich am Sülzer Aquarienweg ein begrünter Hügel aus Trümmerschutt. Das Gelände eines 1921 gesprengten, ehemaligen Artillerieraunes des Äußeren Festungsgürtels beherbergte von 1928 bis Mitte der 1990er Jahre den zunächst als Sülzer Aquarienzoo bezeichneten Sülzer Zoo. Heute befindet sich hier ein Naturlehrpfad.
Auch große Teile des 20 Hektar großen Decksteiner Weihers, der wie der Beethovenpark ebenfalls nach Plänen von Fritz Encke angelegt wurde, gehören zum Sülzer Bereich des äußeren Grüngürtels. Der Decksteiner Weiher war hierbei schon in den 1920er Jahren als Mittel zur Ausübung des Ruder-, Segel- und Eissports geplant. Der auf der Gleueler Straße überbrückte Mittelteil ist von zwei Kastanienalleen umsäumt.

## Gebäude und Denkmäler

### Kirchen, Kapellen und Friedhöfe

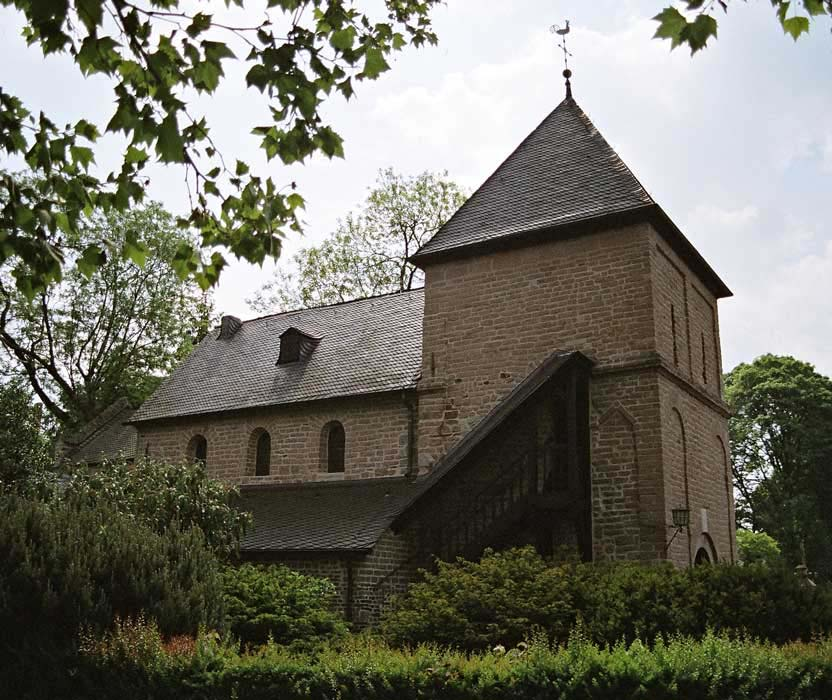
Krieler Dömchen

#### Katholisch
Die heute zum Stadtteil Lindenthal gehörende, in unterschiedlichen Bauetappen vom 9. bis 13. Jahrhundert entstandene und vom Volksmund Krieler Dömchen genannte Kirche St. Stephanus war ehemals die Pfarrkirche St. Stephan des Gutes Creile.
Der 1903 bis 1909 von Franz Statz, Sohn des Dombaumeisters Vincenz Statz erbauten Nikolauskirche samt dem katholischen Pfarramt auf dem von Fritz Encke gestalteten Nikolausplatz dürfte die größte historische Bedeutung zukommen. In St. Nikolaus finden sich neben byzantinisch anmutenden Mosaiken, etwa dem Apsismosaik von Johannes Osten (1919), expressionistische Fresken von Peter Hecker aus den 1960er Jahren. Der 53 m hohe Kirchturm ist eine markante Dominante im Stadtbild.
1930 erbauten Ferdinand Passmann und J. Bonn die St.-Karl-Borromäus-Kirche in der Zülpicher Straße an der Ecke Redwitzstraße. Hochkreuz und Kreuzweg wurden von Wilhelm Tophinke geschaffen. Die Verglasungen aus dem Jahr 1958 stammt von Georg Meistermann. Im Zuge einer Renovierung in den Jahren 1967/68 wurde der Chorraum von Gottfried Böhm und die Chorwand ebenfalls von Georg Meistermann neu gestaltet. Der Tabernakel wurde nach einem Entwurf von Gottfried Böhm gefertigt. Eine Madonna aus Nordspanien datiert um die Mitte des 14. Jahrhunderts.
Inmitten des Kinderheims am Sülzgürtel findet sich noch die Waisenhauskirche Zur Heiligen Familie der Architekten Dominikus Böhm und Gottfried Böhm. 1956 bis 1958 erbaut, ersetzte sie den kriegszerstörten Vorgängerbau unter Einbeziehung des erhaltenen neobarocken Turmes. Im Mai 2007 wurde sie vom Rheinischen Verein für Denkmalpflege und Landschaftsschutz (RVDL) zum „Denkmal des Monats“ gekürt.
Zum Weißhaus gehört eine private, 1855–57 nach den Plänen von Vincenz Statz erbaute Kapelle mit Gemälden von Johann Anton Ramboux.

#### Evangelisch
Für die Protestanten war Köln lange Zeit eine Diaspora. Hiervon zeugt auch der Geusenfriedhof am Weyertal von 1576, der bis 1871 den evangelischen Christen als Friedhof diente. Er lag seinerzeit außerhalb des Stadtgebiets von Köln und ist mit seiner Vielzahl von hervorragenden Grabdenkmälern und den mit zahlreichen Inschriften versehenen Grabplatten aus dem 16.–19. Jahrhundert in Lindenthal an der Grenze zu Sülz bis heute erhalten.
Die beiden evangelischen Kirchen sind das 1928 von Heinrich Mattar und Eduard Scheler zunächst nur als Gemeindehaus erbaute Tersteegenhaus mit später angefügtem Kirchturm in der Emmastraße und die Johanneskirche in der Nonnenwerthstraße.

### Weitere Bauwerke

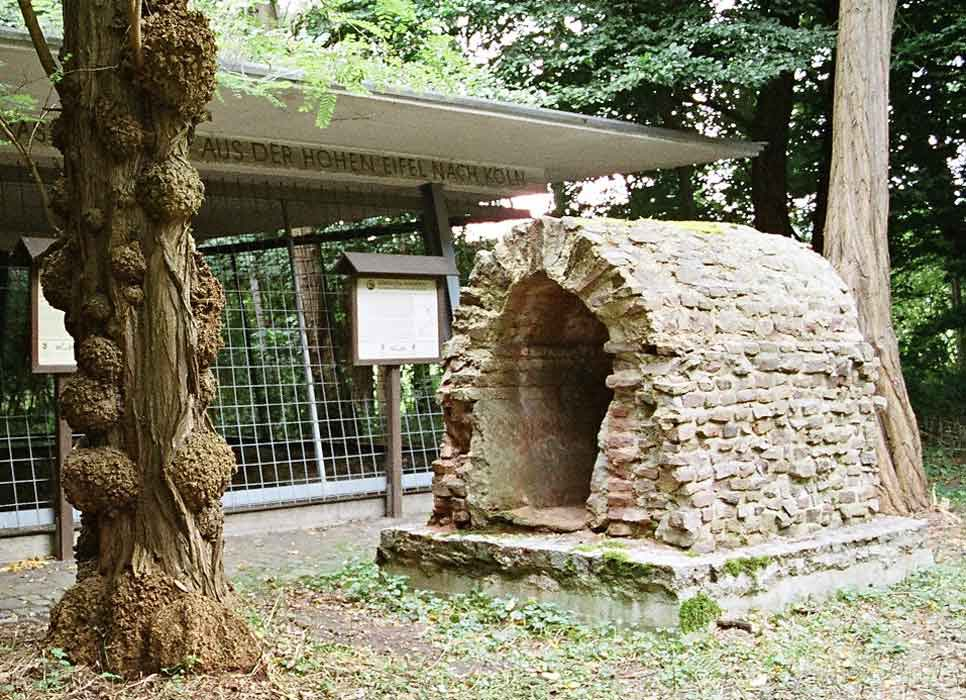
Römischer Schlammfang

Reste des ältesten Sülzer Bauwerks finden sich auf der Berrenrather Straße, die in ihrem gesamten Verlauf von Hürth-Efferen bis Sülz identisch mit der Trasse der römischen Wasserleitung und heute daher Bestandteil des Römerkanal-Wanderweges ist. Es handelt sich hierbei um einen Pfeilerrest sowie einen Schlammfang der Eifelwasserleitung aus der 1. Hälfte des 1. Jahrhunderts.
Direkt gegenüber dem Schlammfang befindet sich das von Franz Kremer, dem ersten Präsidenten des Kölner Fußballclubs 1. FC Köln gebaute Vereinsheim Geißbockheim, benannt nach dem Maskottchen des Vereins. Einen solchen Geißbock hatte der Zirkusdirektor H. Williams 1950 im Rahmen einer Karnevalsveranstaltung Franz Kremer überreicht.

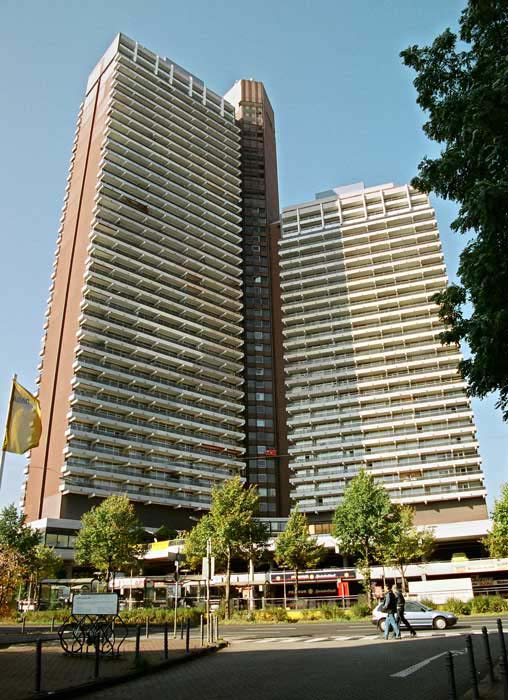
Uni-Center

Von historischer Bedeutung sind zudem das in Privatbesitz befindliche, im Zweiten Weltkrieg stark zerstörte, restaurierte Wasserschloss Weißhaus mit der Wolffschen Immobilienanlage und dem nach dem Weißhaus benannten einzigen noch erhaltenen Vorstadtkino Kölns an der Luxemburger Straße, das Waisenhaus am Sülzgürtel, die Strohhutfabrik Silberberg & Mayer in der Lotharstraße und das in einer ehemaligen Ausbildungswerkstatt der Maschinenfabrik Wilh. Quester untergebrachte Jugendzentrum in der Sülzburgstraße. In der Sülzburgstraße 104–106 befinden sich auch das Gebäude einer ehemaligen Goldleistenfabrik (1874/75) und die rückwärtig dahinter liegenden Bauten der ehemaligen Brauerei von Josef Heckmann (1878f.). Zu Sülz gehört zudem das Uni-Center, eines der größten Wohnhäuser Europas, sowie die Volkssternwarte Köln auf dem Dach des Schiller-Gymnasiums.
Das Sülzer Stadtbild ist heute geprägt von Wohngebieten unterschiedlicher Art. Diese bestehen aus den ehemaligen zweigeschossigen Arbeiterwohnungen im Kernbereich rund um die Ägidiusstraße, sowie zahlreichen ab der Jahrhundertwende, teilweise auch noch in den 1920er und 1930er Jahren von der GAG, der GRUBO, der GWG und der Grundstein erbauten Genossenschaftswohnungen mit großzügigen begrünten Innenhöfen, aber auch aus Luxuswohnanlagen und in die ehemaligen Fabrikationsstätten eingebauten Loftwohnungen. Im westlichen Bereich stadtauswärts findet man auch Gartenstadtsiedlungen. Südlich der Berrenrather Straße prägen hingegen viele ab 1900 erbaute Bürgerhäuser aus der zweiten Entwicklungsphase und östlich der Luxemburger Straße rote Backsteinhäuser mit Gärten aus der Zeit von 1930 bis 1955 das Erscheinungsbild.

### Denkmäler

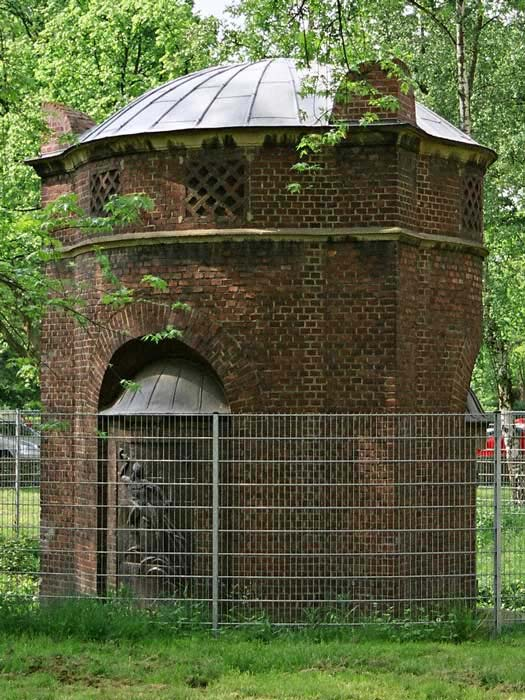
Transformatoren-Häuschen

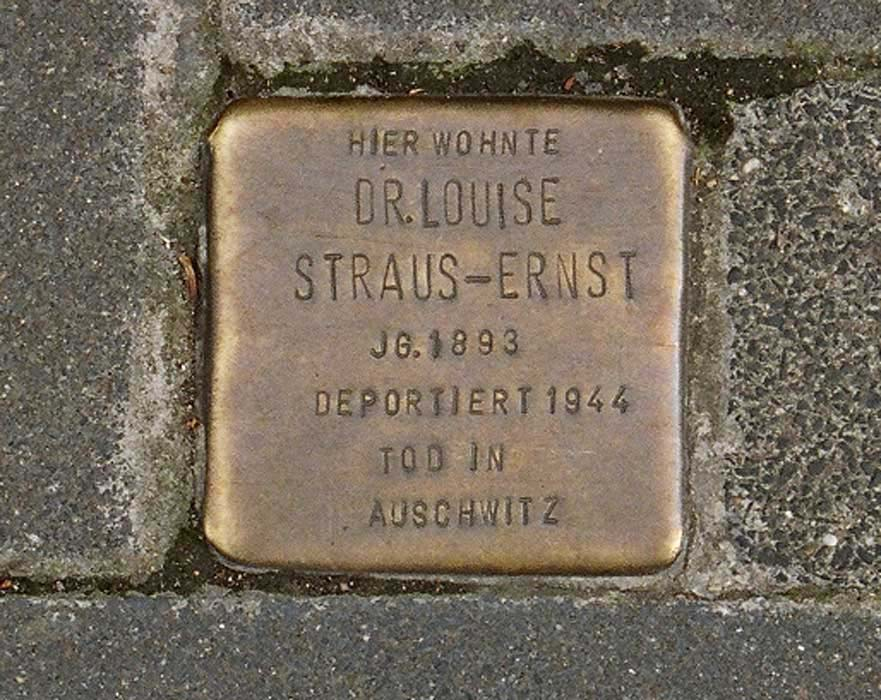
Stolperstein Louise Straus-Ernst

In die Wand des Jugendzentrums in der Sülzburgstraße ist ein von den Jugendlichen 1981 selbst geschaffenes Zwangsarbeiterdenkmal eingelassen. Gunter Demnig verlegte zur Erinnerung an deportierte Juden in Sülz eine Reihe von Stolpersteinen; der vor dem Haus Emmastraße 27 erinnert beispielsweise an die in Auschwitz ermordete Luise Straus-Ernst, die zunächst mit ihrem Mann Max Ernst Dada Köln stark mitprägte, später dort journalistisch tätig war und viele bekannte Theaterleute und Künstler empfing. Am Haus Sülzgürtel Nr. 8 befindet sich eine Gedenktafel für die von dort seit Herbst 1944 agierende Kölner Gruppe der Widerstandsbewegung Nationalkomitee Freies Deutschland.
Zu den Sülzer Denkmälern gehören auch die ersten Schulgebäude, ein 1923 auf dreieckigem Grundriss erbautes Transformatorenhäuschen mit Keramikreliefs von Erwin Holler am Sülzgürtel, die Plätze und Grünanlagen mit dem Decksteiner Weiher, das Weißhaus mit Kapelle, der römische Schlammfang und der Pfeilerrest der römischen Wasserleitung, sowie knapp 200 im Denkmälerverzeichnis einzeln aufgeführte Wohnhäuser, Siedlungen und ehemalige Betriebsstätten.

## Einrichtungen

### Schulen und Hochschulen

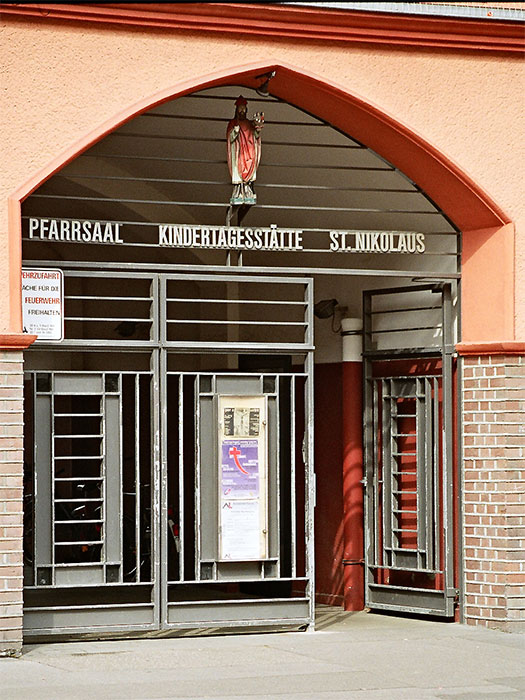
Pfarrsaal und Kindertagesstätte St. Nikolaus

In Sülz gibt es in der Euskirchener Straße eine Realschule und in der Berrenrather Straße zwei Grundschulen sowie die Gesamtschule Lindenthal (bis 2019 Elsa-Brändström-Realschule). In der Nikolausstraße befinden sich das Elisabeth-von-Thüringen-Gymnasium und das Schiller-Gymnasium sowie in der Leybergstraße das Hildegard-von-Bingen-Gymnasium. Nahe dem ehemaligen Waisenhaus gibt es die englische St. George’s School sowie an der Zülpicher Straße eine städtische Förderschule mit Schwerpunkt „Soziale und Emotionale Entwicklung“ und in der Redwitzstraße eine Förderschule für den Förderschwerpunkt „Geistige Entwicklung“.
Die in der ehemaligen Strohhutfabrik untergebrachte Regionalschule Sülz der Rheinischen Musikschule in der Lotharstraße ist dem Hochschulbereich zuzuordnen. Darüber hinaus befinden sich einige zur Universität zu Köln gehörenden Institute in Sülz: Das Institut für Angewandte Sozialforschung und das Forschungsinstitut für Soziologie in der Greinstraße, das Institut für Anwaltsrecht am Justizzentrum sowie das Institut für Energierecht am Nikolausplatz.
Private Theater- und Musikschulen, Rechtsreferendarkurse im Pfarrsaal von St. Nikolaus sowie einige Kurse der Volkshochschule in der ehemaligen Strohhutfabrik runden das Sülzer Ausbildungsprogramm ab.

### Soziales

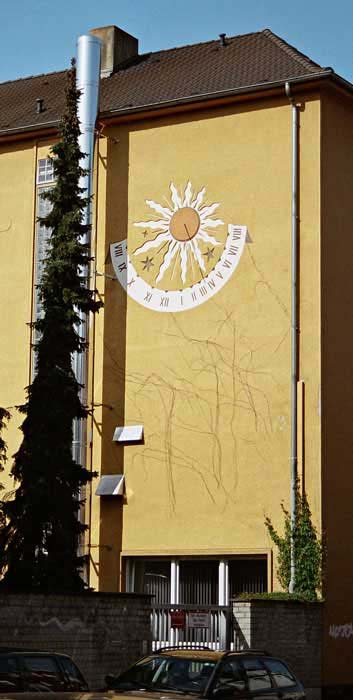
Sonnenuhr am ehemaligen Kloster

Das 1914 eröffnete Waisenhaus (Kinderheim Sülz) am Sülzgürtel, dessen Direktor Friedrich Tillmann in nationalsozialistischer Zeit 1940 als Büroleiter der Kommandozentrale in Berlin die Vernichtung lebensunwerten Lebens mitorganisierte, wurde in den letzten Jahren nicht nur als Kinderheim genutzt. Bis auf die Kirche Zur Heiligen Familie, Teile des Aufnahmegebäudes und das Elisabeth-Haus, die unter Denkmalschutz stehen, wurde das Heim ab Anfang 2010 abgerissen.

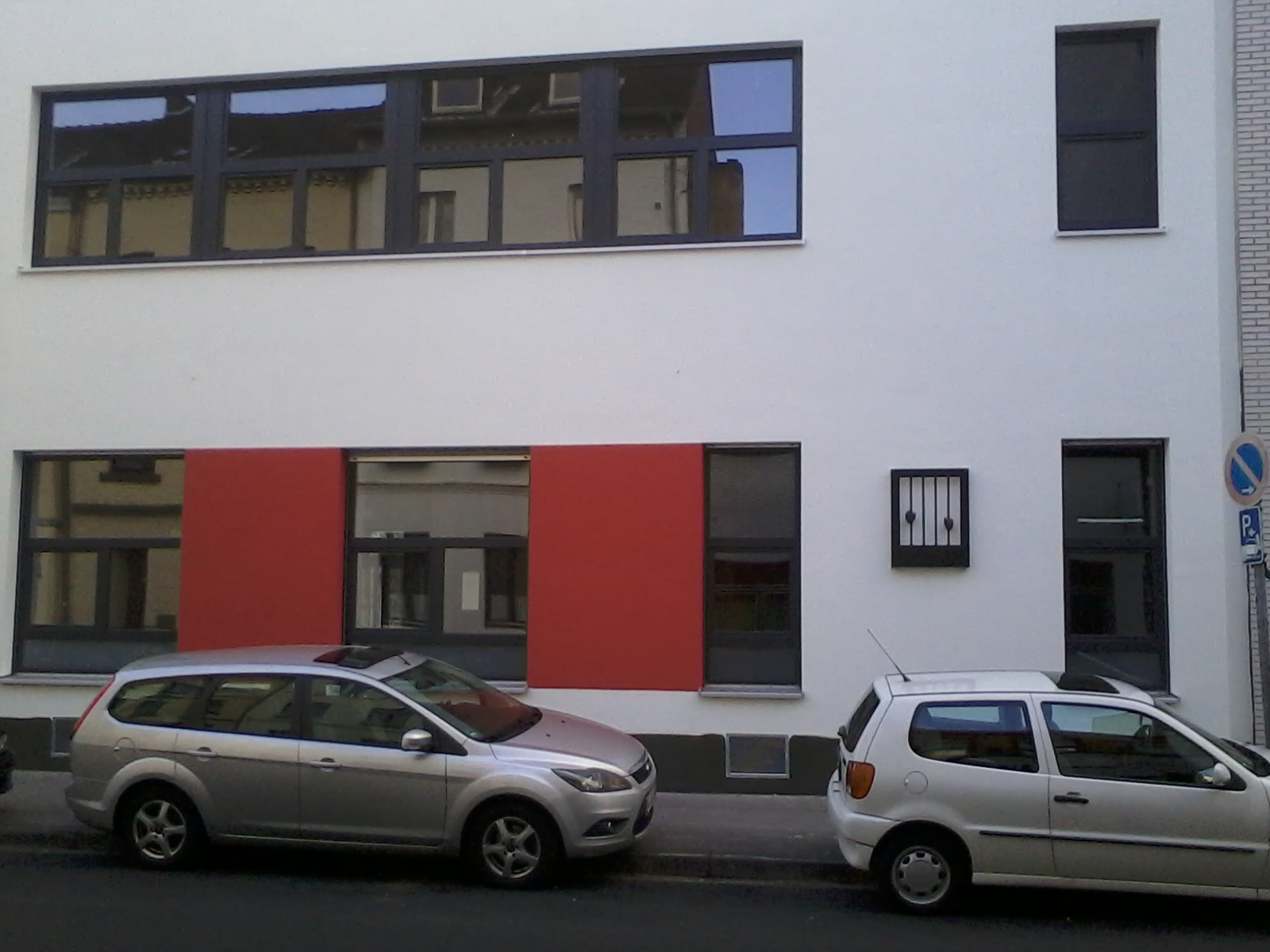
Jugendzentrum "JUZI" Sülz mit Zwangsarbeiterdenkmal

Das städtische Dr.-Ernst-Schwering-Altersheim am Auerbachplatz, das Ende 2005 in eine neu erbaute Wohnanlage integriert wurde, war in den 1960er Jahren ein jüdisches Altersheim.
Für das Jugendzentrum in der Sülzburgstraße werden die Räumlichkeiten der ehemaligen Testwerkstatt der Wilhelm Quester Maschinenfabrik genutzt. Eine Reihe von in den 1920er Jahren gegründeten Wohnungsbaugenossenschaften, die sich die damalige Beseitigung der Wohnungsnot für die vielen Arbeiterfamilien zum Ziel gesetzt hatten, bieten noch immer die inzwischen wenigen preiswerten Wohnungen in Sülz an. Die Katholische Arbeitnehmer-Bewegung KAB war über viele Jahrzehnte hinweg die eigentliche Sülzer Bürgergemeinschaft, die das gesamte soziale Beziehungsnetz prägte.
Der Bundesverband des Arbeiter-Samariter-Bund ASB ist in der Sülzburgstraße in einem mit einer Sonnenuhr verzierten großzügigen Gebäudekomplex eines ehemaligen Klosters untergebracht. Dieses ehemalige Kloster befindet sich direkt gegenüber dem zweiten Standort der Nikolauskirche, bevor diese 1906 in einer größeren, der stark gewachsenen Bevölkerung angemessenen Dimension am ursprünglichen Platz, dem heutigen Nikolausplatz, wiederaufgebaut wurde.
Kirchliche, städtische und private Organisationen bieten in Sülz insgesamt 18 Kindertagesstätten mit 998 Plätzen an.

### Kulturelles

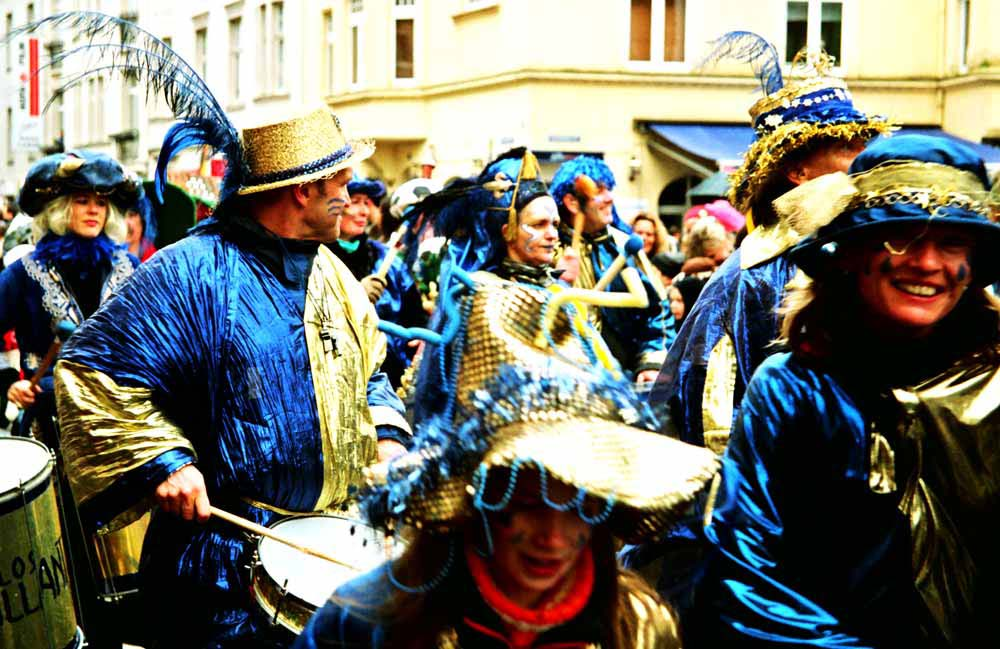
Los Brillantos, Schillergymnasium, Veedelszug, 28. Februar 2006

Traditionelle Veranstaltungen sind der Veedelszoch am Karnevalsdienstag, zahlreiche Kirchfeste wie die Ökumenische Pfarrgemeindekirmes rund um die Nikolauskirche und die Fronleichnamsprozession durch die Sülzburgstraße zum deshalb so benannten Gottesweg. Die Interessengemeinschaft der Sülzer Geschäftsleute veranstaltet am 1. Wochenende im September das „Carreéfest“, und im November stellt sie Künstlern eine Woche lang ihre Schaufenster im Rahmen der „Kunst im Carrée“ zur Verfügung. Zu den bekannteren Künstlern gehören der seit Mitte der 1950er Jahre in Sülz lebende Raffael Becker, und seit Juni 2011 lebt und arbeitet auch der Zeichner Wilhelm Schlote hier. Im Veedel ansässige Künstler sowie die Ateliergemeinschaften Ägidiusstraße und Lichthof (in der ehemaligen Strohhutfabrik Silberberg & Mayer) beteiligen sich im November an den „Tagen des Offenen Ateliers“.
Seit 1996 veranstaltet das Forum Klettenberg Lesungen und Konzerte im Tersteegenhaus und in der Johanneskirche; auch in den katholischen Kirchen finden regelmäßig Konzerte statt. Weitere regelmäßige Veranstaltungen richten die ansässigen Gymnasien, der Kultursalon Freiraum am Gottesweg, das Kindertheater Casamax im Hinterhof der Berrenrather Straße und die Studiobühne der Universität zu Köln sowie diverse Buchhandlungen aus. In Sülz ist zudem die Johanneskantorei und das Klettenberger Kammerorchester mit jährlichen Veranstaltungen in der Johanneskirche ebenso beheimatet wie die Regionalschule Sülz der rheinischen Musikschule (ebenfalls in der ehemaligen Strohhutfabrik) und eine Reihe von Laienchören. Das Weißhauskino auf der Luxemburger Straße rundet das Kulturprogramm ab. Zahlreiche Musiker wie beispielsweise die Bläck Fööss, Hans Süper und die Wise Guys kommen ebenso wie Fernsehmoderator Stefan Raab aus Sülz.

### Institutionen

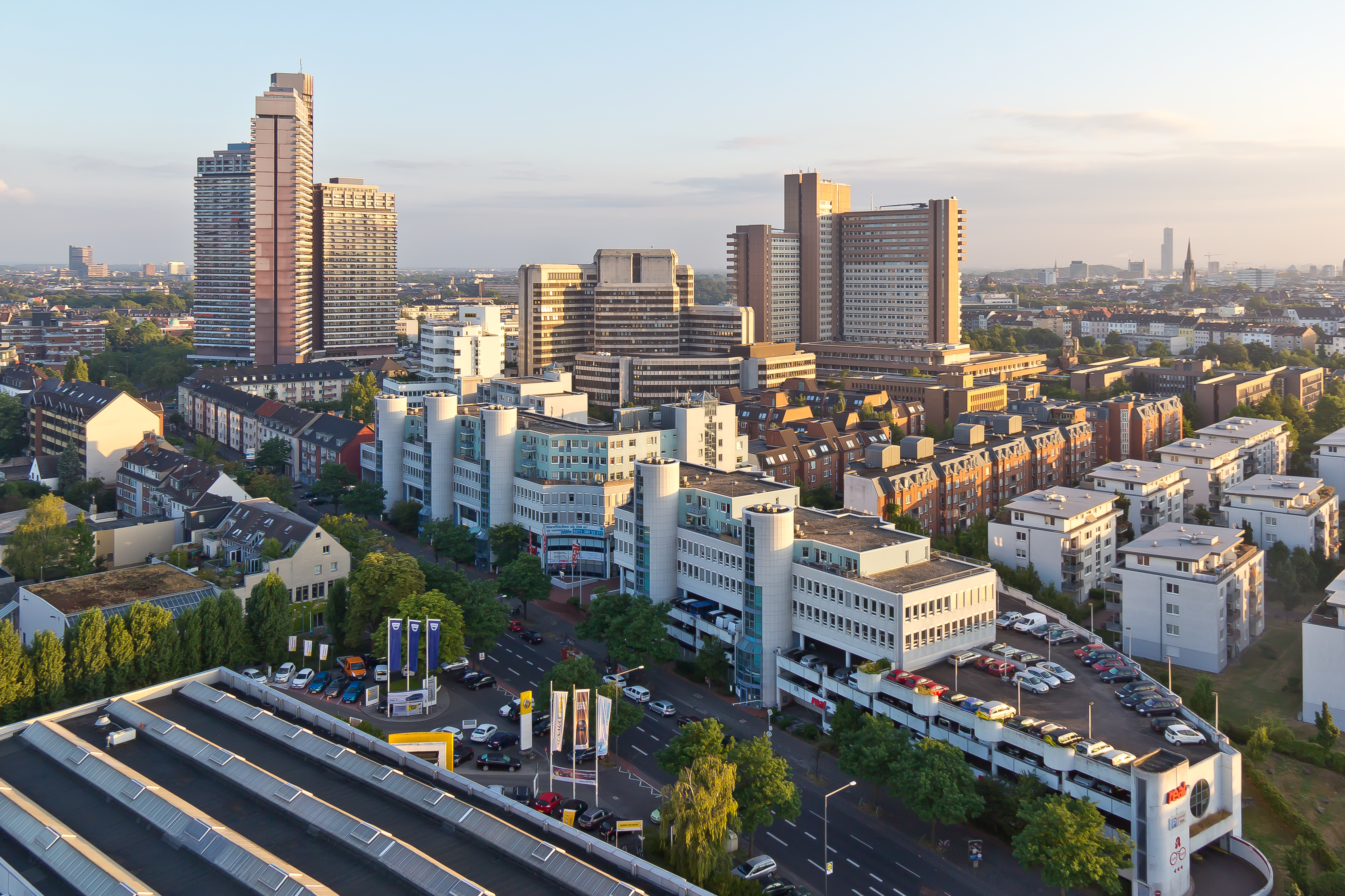
Uni-Center und Justizzentrum Köln (Ballonfahrt): Foto mit Markierungen

Gegenüber dem Uni-Center, auf dem Gelände des ehemaligen Güterbahnhofs der Köln-Bonner-Eisenbahnen, liegen das Kölner Arbeitsamt sowie das Justizzentrum Köln mit Amts- und Landgericht, Staatsanwaltschaft und der Rheinischen Notarkammer; in der Wichterichstraße befindet sich eine Zweigstelle der Stadtbibliothek.

## Politik und Wirtschaft

### Politik
Die folgende Tabelle zeigt die Sülzer Wahlergebnisse von 2017, 2020 und 2021
(in Klammern das Ergebnis des gesamten Stadtbezirks Lindenthal):
| Partei | Bundestag 20211 in %             | Kommunal 2020 in % | Landtag 2017 in % |  |
| ------ | -------------------------------- | ------------------ | ----------------- |  |
| Grüne  | 44,84 (35,22) Sven Lehmann       | 40,69 (34,46)      | 17,11 (12,73)     |  |
| CDU    | 17,72 (27,24) Sandra von Möller  | 14,33 (24,35)      | 24,67 (30,81)     |  |
| SPD    | 18,55 (18,47) Marion Sollbach    | 16,24 (15,28)      | 26,54 (23,79)     |  |
| FDP    | 6,47 (8,28) Joachim Krämer       | 4,35 (6,67)        | 14,16 (18,45)     |  |
| Linke  | 4,80 (3,49) Matthias W. Birkwald | 6,79 (4,71)        | 9,82 (6,69)       |  |
| AfD    | 1,93 (2,30) Luca Leitterstorf    | 2,36 (2,74)        | 3,24 (3,76)       |  |

1 Erststimmen. Zweitstimmen im Stadtbezirk Lindenthal:
Grüne 32,18 %, CDU 22,24 %, SPD 20,29 %, FDP 13,40 %, Die Linke 4,30 %, AfD 2,46 %
Der Stadtteil Sülz bzw. der Stadtbezirk Lindenthal wird damit im Bundestag von Sven Lehmann (Grüne) und im Landtag von Bernd Petelklau (CDU) vertreten.

### Wirtschaft
Die industrielle Fertigung mit ihren Fabrikschornsteinen ist aus Sülz seit langem verbannt. Gemäß Flächennutzungsplan ist der überwiegende bebaute Teil von Sülz heute als Wohngebiet definiert und die Altstadt sogar als „besonderes Wohngebiet“. Industriegebiete finden sich in Sülz nicht mehr, und nur der kleine Bereich um die Rhöndorfer Straße ist ein Gewerbegebiet. Weiter stadteinwärts ab der Universitätsstraße auf beiden Seiten der Luxemburger Straße findet sich noch Mischgebiet sowie eine Sonderbaufläche für die Universität. Darüber hinaus gibt es noch kleinere Gemeinbedarfsplätze, hauptsächlich für Schulen.

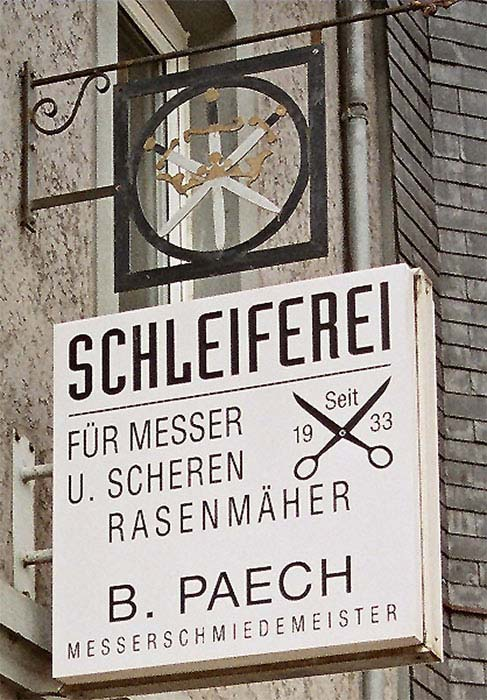
Scherenschleiferei

Das Erwerbsleben in Sülz findet vorwiegend in Arztpraxen, Rechtsanwalts-, Architektur- und Wirtschaftsberatungsbüros, einer Reihe von Handwerksbetrieben, Kunstateliers und Galerien, auf den beiden Wochenmärkten sowie in einer Vielzahl von Kneipen, Restaurants, Cafés und Supermärkten, Drogerieketten und kleinen Fachgeschäften statt.
Buchhandlungen und Antiquariate erreichen neben Sonnenstudios, Frisören, Fahrradläden und Weinhandlungen nahezu Apothekendichte. Aber auch Obst- und Gemüsehandlungen mit italienischem Flair sowie Delikatessenläden, alteingesessene Schuhmacher, Autowerkstätten, Transport- und Umzugsunternehmen, private Musik- und Theaterschulen sowie bis 2009 eine Scherenschleiferei prägen das gewerbliche Angebot in Sülz. Darüber hinaus sind in Sülz viele in der Medienstadt Köln Beschäftigte ansässig, die teilweise auch freiberuflich oder kleingewerblich Medienproduktionen erstellen.
Große Bürohauskomplexe stehen hierbei, vom Justizzentrum an der Luxemburger Straße abgesehen, nicht zur Verfügung. Die zumeist kleinen Arbeitsstätten der Angehörigen der freien Berufe werden ebenfalls in den ehemaligen, nun restaurierten Produktionsbetrieben eingerichtet. Die meisten Sülzer arbeiten allerdings nicht in Sülz, sondern wohnen lediglich dort. Der Anteil der Arbeitslosen betrug im Jahr 2012 4,9 %. Nur 12 der insgesamt 85 Stadtteile von Köln hatten noch niedrige Arbeitslosenquoten.

## Söhne und Töchter
- Peter Müller (1927–1992), Boxer
- Franz Schneider (1916–1985), Schauspieler und Hörspielsprecher
- Stefan Raab (* 1966), Moderator